# Provincia di Sancti Spíritus
La provincia di Sancti Spíritus è una delle province di Cuba. La città capoluogo della provincia è l'omonima Sancti Spíritus.

## Comuni
La provincia di Sancti Spíritus è suddivisa in 8 comuni.
| Comune          | Popolazione (2004) | Superficie (km²) | Localizzazione          | Note      |
| --------------- | ------------------ | ---------------- | ----------------------- | --------- |
| Cabaiguán       | 67224              | 597              | 22.083889°N 79.495278°W |           |
| Fomento         | 33528              | 471              | 22.105278°N 79.72°W     |           |
| Jatibonico      | 42708              | 276              | 21.946389°N 79.1675°W   |           |
| La Sierpe       | 16937              | 1035             | 21.760833°N 79.243333°W |           |
| Sancti Spíritus | 133843             | 1151             | 21.934167°N 79.443611°W | Capoluogo |
| Taguasco        | 36365              | 518              | 22.005278°N 79.265°W    |           |
| Trinidad        | 73466              | 1155             | 21.804444°N 79.982778°W |           |
| Yaguajay        | 58938              | 1032             | 22.330556°N 79.236944°W |           |